# Ola Wikander
Ola Wikander, född 8 oktober 1981, är en svensk författare, översättare och teolog. Han är son till Örjan Wikander.
Han har skrivit boken I döda språks sällskap (2006), om utdöda språk, och översatt bland annat den babyloniska skapelseberättelsen Enuma Elish. I maj 2008 kom hans första roman, Poeten och cirkelmakaren, som han har skrivit tillsammans med sin far. 
Wikanders genomlysning av de indoeuropeiska språkens historia (2008) har blivit väl mottagen av recensenter i såväl Svenska Dagbladet som Dagens Nyheter. 2010 erhöll Ola Wikander Cliopriset. Prismotiveringen löd "för sitt engagemang för utdöda språk och de nycklar som deras ordförråd och utveckling ger till vår äldsta kulturhistoria".
I juni 2012 disputerade Wikander för teologie doktorsexamen i ämnet Gamla testamentets exegetik vid Centrum för teologi och religionsvetenskap i Lund.

## Utmärkelser, ledamotskap m.m.
- 2005 – Letterstedtska priset för översättningen av  Kanaaneiska myter och legender
- 2009 – Zibetska priset
- 2010 – Cliopriset
- 2018 – Ledamot av Vetenskapssocieteten i Lund (LVSL)